# Wild X-Mas
Wild X-Mas, alternativ Just Friends – No Sex, (Originaltitel: Just Friends) ist eine US-amerikanische Slapstick-Komödie aus dem Jahr 2005. In den Hauptrollen spielen Ryan Reynolds, Amy Smart, Anna Faris und Chris Klein.

## Handlung
Vom kleinlauten, aber herzensguten Verlierer aus Schulzeiten, hat sich der Musikproduzent Chris zehn Jahre später zum arroganten Frauenschwarm gewandelt. Als er in seine alte Heimat zurückkehrte, sollte Chris nur das mindertalentierte Popsternchen Samantha nach Europa geleiten, der Zwischenstopp in New Jersey legt jedoch alte Wunden frei: Jamie ist bildhübsch wie eh und je, Chris’ bewährte Macho-Mache kommt bei seiner alten Jugendliebe jedoch überhaupt nicht an. Als dann auch noch mit dem ehemaligen Schulkameraden Dusty ein Nebenbuhler auf den Plan tritt, droht Chris erneut von seiner Angebeteten auf das Abstellgleis Marke „Wir können doch Freunde bleiben“ geschoben zu werden.

## Musik
- Forgiveness mehrmals gesungen von Anna Faris
- When Jamie Smiles mehrmals gesungen von Chris Klein
- Love from Afar gesungen von Anna Faris
- Just a Guy, gesungen von Anna Faris (nur beim alternativen Ende)

Die meisten Lieder im Film wurden von Adam Schiff geschrieben, außer When Jamie Smiles, geschrieben von H. Scott Salinas.

### Soundtrack
1. Ben Lee – Catch My Disease
2. Fountains of Wayne – Hackensack
3. Rogue Wave – Eyes
4. Anna Faris – Forgiveness
5. Brendan Benson – Cold Hands (Warm Heart)
6. Robbers on High Street – Big Winter
7. The Sights – Waiting on a Friend
8. Reed Foehl – When It Comes Around
9. The Lemonheads – Into Your Arms
10. 'Just Friends' Holiday Players – Christmas, Christmas
11. Chris Klein – Jamie Smiles
12. Anna Faris – Love from Afar
13. Jeff Cardoni – Just Friends Score Medley
14. All-4-One – I Swear

## Kritik
- „Frech, romantisch und völlig irre. Ein Comedygeheimtipp…“ (Bild)
- „Flotter Klamauk mit wirklich witzigen Darstellern.“ (Cinema)
- „Romantische Slapstickkomödie, die perfekt ist für einen kuscheligen Kinoabend.“ (Bravo Girl)
- „Als urwitzige, romantische Komödie mit dem perfekten Hauptdarstellertrio Reynolds-Smart-Faris besitzt ,Just Friends‘ Lachtränen-Garantie.“ (King Magazin)
- „Großartige Pointen, flotter Slapstick und eine Prise Romantik – ,Just Friends‘ macht alles richtig.“ (King Magazin)
- „Um Tempo bemühte, allzu harmlose Komödie, die am unterentwickelten Drehbuch sowie dem blassen Hauptdarsteller krankt.“(Lexikon des internationalen Films)
- „Eine der typischen Beziehungskomödien, die neben albernen Sprüchen, ein paar Jungstars und der bereits tausendfach gedrehten Story nichts zu bieten hat. Hier zeigt sich nur erneut, dass Amerikaner offensichtlich unbedingt Gags aus dem Fäkalbereich brauchen, um sich im Kino bei Popcorn und Cola zu amüsieren.“ und „Belanglos“[3]